# I Like It Like That
I Like It Like That är en sång skriven av Per Gessle, och inspelad av honom på albumet Son of a Plumber från 2005. samt utgiven av honom på singel den 24 maj samma år. Den nådde som högst en 47:e plats på den svenska singellistan.

## Listplaceringar
| Lista (2006) | Topplacering |
| ------------ | ------------ |
| Sverige      | 47           |